# Cacopsylla breviantennata
Cacopsylla breviantennata är en insektsart som först beskrevs av Flor 1861.  Cacopsylla breviantennata ingår i släktet Cacopsylla och familjen rundbladloppor. Inga underarter finns listade i Catalogue of Life.